# 瓦里 (頭銜)
瓦里，是阿拉伯語頭銜，被翻譯成“主人”，“權威”，“保管人”，“保護人”和“朋友”，是穆斯林最常使用的表示伊斯蘭聖人的名稱，否則由更真實的“上帝之友”所指。
在傳統的伊斯蘭對聖徒的理解中，聖徒被描繪成“被[特別]神聖的恩寵……[和]聖潔所標記”的人，並且特別地被“上帝揀選並被賦予了特殊的禮物，例如奇蹟”穆斯林學者很早就在伊斯蘭歷史中闡明了聖徒的教義，早期的穆斯林思想家將古蘭經的某些經文和某些聖訓解釋為聖徒存在的“文獻證據” 。穆斯林世界各地的聖人墳墓(麻札)也成為朝聖的中心，尤其是在公元1200年蘇非派興起以後，朝聖者們紛紛朝聖。
自從在蘇菲派神秘主義趨勢開始迅速發展的時期裡寫下了第一批穆斯林傳記以來，許多後來被視為正統遜尼派伊斯蘭教主要聖人的人物就是早期的蘇菲派神秘主義者，例如巴士拉的哈桑（Hasan of Basra） （642-728年），法爾加德·薩巴基（650-729年），達武德·泰（卒於777–781年），巴士拉的拉比亞（Rabia of Basra）（卒於801年），馬魯夫·卡爾基（卒於815年）和巴格達的朱奈德（830-910年） 。
從十二世紀到十四世紀，“在蘇非派的組織下，聖徒崇拜在人民和君主中的達到了確定的形式…………成為教團或兄弟會。” 在這一時期伊斯蘭教的虔誠表達中，聖人被理解為“一個沉思的人，他的精神狀態完善……。在當時許多著名的遜尼派信條中，例如著名的塔哈維信條（約900年）和納薩菲信條（約1000年），人們對聖徒的存在和奇蹟的信仰被認為是一個正統的穆斯林信徒的“必要條件”。
在現代世界中，傳統的遜尼派和什葉派教徒對聖人的觀念受到了諸如薩拉菲主義，瓦哈比主義和伊斯蘭現代主義等清教徒和伊斯蘭復興運動的挑戰，主流穆斯林趨向於認為他們的存在和對他們尊敬是不可接受的偏差”。然而，儘管存在著這些相反的思想流，但在當今伊斯蘭世界的許多地方，聖賢崇拜仍在蓬勃發展，在巴基斯坦等穆斯林國家的廣大穆斯林人口中仍發揮著至關重要的作用，包括在孟加拉國，埃及，土耳其，塞內加爾，伊拉克，伊朗，阿爾及利亞，突尼西亞，印度尼西亞，馬來西亞和摩洛哥，以及印度，中國，俄羅斯和巴爾干等伊斯蘭人口眾多的國家。 

## 文獻
- Martin Lings, What is Sufism? (Lahore: Suhail Academy, 2005; first imp. 1983, second imp. 1999), p. 119